# Galen Strawson
Galen John Strawson ([ˈstrɔːsən]; nascido em 1952) é um filósofo analítico e crítico literário britânico que trabalha principalmente com filosofia da mente, metafísica (incluindo livre-arbítrio, pampsiquismo, o problema mente-corpo e o eu), John Locke, David Hume, Immanuel Kant e Friedrich Nietzsche. Ele é filho do filósofo P. F. Strawson. Galen ocupa uma cátedra no Departamento de Filosofia da Universidade do Texas, em Austin, e lecionou por muitos anos antes disso na Universidade de Reading, na Universidade da Cidade de Nova York e na Universidade de Oxford.

## Educação e carreira
Strawson lecionou na Universidade de Oxford de 1979 a 2000, primeiro como lecturer estipendiário em diversas faculdades e, depois, a partir de 1987, como membro e tutor do Jesus College, Oxford. Em 1993, ele foi pesquisador visitante na Escola de Pesquisa de Ciências Sociais, em Canberra. Ele também lecionou como professor visitante na NYU (1997), na Universidade Rutgers (2000), no MIT (2010) e na Escola de Estudos Avançados em Ciências Sociais, em Paris (2012). Em 2011, ele foi Old Dominion Fellow, Conselho de Humanidades, Universidade de Princeton (2011). Em 2000, mudou-se para a Universidade de Reading como professor de filosofia e também foi professor titular de filosofia de 2004 a 2007 no Centro de Pós-Graduação da Universidade da Cidade de Nova York . Em 2012, juntou-se ao corpo docente da Universidade do Texas, em Austin, como titular de uma nova cátedra em filosofia.

## Obra filosófica

### Livre-arbítrio
No debate sobre o livre-arbítrio, Strawson sustenta que há um sentido fundamental no qual o livre-arbítrio é impossível, seja o determinismo verdadeiro ou não. Ele defende essa posição com o que chama de "Argumento Básico", observando que variações dele aparecem em toda a literatura sobre livre-arbítrio. O argumento visa demonstrar que ninguém é moralmente responsável por suas ações e, portanto, ninguém tem livre-arbítrio no sentido que normalmente nos concerne. Em sua forma mais simples, o Argumento Básico é executado da seguinte forma:
1. Você faz o que faz, em qualquer situação, por causa do jeito que você é.
2. Para ser responsável em última instância pelo que você faz, você tem que ser o responsável em última instância pela maneira como você é — pelo menos em certos aspectos mentais cruciais.
3. Mas você não pode ser o responsável último pela maneira como você é, em nenhum aspecto.
4. Portanto, você não pode ser o responsável último pelo que faz.

Este argumento assemelha-se à posição de Arthur Schopenhauer em Sobre a quadrúplice raiz do princípio de razão suficiente, resumida por E. F. J. Payne como a "lei da motivação, que afirma que um curso de ação definido inevitavelmente decorre de um dado caráter e motivo".
Objeções em relação à versão strawsoniana do Argumento Básico foram levantadas por John Martin Fischer, Joseph Keim Campbell, Alfred Mele, Derk Pereboom, Randolph Clarke e Robert Kane.

### Pampsiquismo
Strawson argumentou que o que ele chama de "fisicalismo realista" (ou "monismo realista") implica pampsiquismo. Ele escreve que “como um verdadeiro fisicalista, então, eu sustento que o mental/experiencial é físico”.:7 Ele cita o físico Arthur Eddington em apoio à sua posição da seguinte forma: "Se devemos incorporar nosso cronograma de leituras de indicadores em algum tipo de fundo, pelo menos aceitemos a única dica que recebemos quanto ao significado do fundo—ou seja, que ele tem uma natureza capaz de se manifestar como uma atividade mental.":11 O editor do Journal of Consciousness Studies, Anthony Freeman, escreveu que o pampsiquismo é considerado por muitos como "uma loucura total ou um caminho direto de volta ao animismo e à superstição".:1 Mas ele tem uma longa tradição no pensamento ocidental.

## Publicações

### Livros
- Freedom and Belief (1986), ISBN 0-19-823933-5
- The Secret Connexion: Causation, Realism, and David Hume (1989), ISBN 0-19-824038-4. Resenha por Colin McGinn. Edição revisada (2014), ISBN 978-0-19-960584-2
- Mental Reality (1994), ISBN 0-262-19352-3
- The Self? (editor) (2005), ISBN 1-4051-2987-5
- Consciousness and Its Place in Nature: Does Physicalism Entail Panpsychism? (2006), ISBN 1-84540-059-3
- Real Materialism and Other Essays (2008), ISBN 978-0-19-926743-9
- Selves: An Essay in Revisionary Metaphysics (2009), ISBN 978-0-19-825006-7
- The Evident Connexion: Hume on Personal Identity (2011), ISBN 978-0-19-960850-8
- Locke on Personal Identity: Consciousness and Concernment (2011), ISBN 978-0-691-14757-4
- The Subject of Experience (2017), ISBN 978-0198777885
- Things That Bother Me: Death, Freedom, the Self, etc. (2018) (The New York Review of Books), ISBN 978-1-68137-220-4
- Consciousness and Its Place in Nature: Why Physicalism Entails Panpsychism, 2ª ed; revisada e expandida, ed. A. Freeman and G. Horswell, (Exeter: Imprint Academic) (2024), ISBN 978-1788361187
- Stuff, Quality, Structure: The Whole Go (2024) (Oxford University Press), ISBN 978-0-19-890365-9